# On the Way to a Smile
On the way to smile es una serie de historias cortas escritas por Kazushige Nojima que toman lugar entre el videojuego Final Fantasy VII y la película de animación Final Fantasy VII: Advent Children, y forma parte de la denominada Compilation of Final Fantasy VII.
Consta de 3 capítulos, los dos primeros divididos en 4 subcapitulos que cuentan la historia de lo que pasa en Final Fantasy VII desde el final de la aventura contra Sefirot por parte de Cloud Strife y su grupo, hasta el comienzo de Final Fantasy VII: Advent Children, todo esto contado desde el punto de vista de Denzel, un huérfano de Midgar, de Tifa Lockhart y de Barret Wallace.
Inicialmente fue publicándose en capítulos en la web japonesa de Final Fantasy VII: Advent Children, y finalmente con motivo de la salida en blu-ray de la película Final Fantasy VII: Advent Children Complete, fue editado un libro recopilatorio con todos los episodios que habían salido hasta el momento, añadiendo tres nuevos, dedicados a Yuffie, Nanaki y Shinra, así como una serie de minirelatos titulados "Corriente Vital Blanca" y "Corriente Vital Negra", que cuentan las tribulaciones de Aeris y Sephiroth viajando por la Corriente Vital.
Final Fantasy VII: Advent Children Complete también contenía como extra una adaptación animada por A-1 Pictures y BeStack del Episodio de Denzel. 
En España fue publicado el 9 de abril de 2019 por Planeta Cómics y traducido por Daruma.